# Дом Советов (Смоленск)
Дом Правительства (ранее Дом Советов) — административное здание в Смоленске, в котором размещаются Правительство Смоленской области и Смоленская областная дума. Расположено по адресу: площадь Ленина, 1. Здание играет важную роль в формировании главной площади города.

## История
До 1930-х годов на месте Правительства области стояли деревянные постройки, которые впоследствии были снесены для возведения нового здания. Во время Великой Отечественной войны в 1941-43-м годах это здание сильно пострадало, и полная его реконструкция закончилась лишь в 1953 году.

## Архитектура
Дом Правительства в Смоленске являет собой яркий образец советского монументального классицизма. Центральная часть в высоту на два этажа перекрыта массивным козырьком. Он служит также балконом-трибуной, продолженным вверх на три этажа портиком с восемью классическими колоннами и классическим же треугольным фронтоном.